# Komisariat Rzeszy Kaukaz
Komisariat Rzeszy Kaukaz (niem. Reichskommissariat Kaukasien) – teoretyczny podział polityczny terenu Kaukazu przez III Rzeszę podczas II wojny światowej. W skład komisariatu miały wchodzić tereny Gruzińskiej SRR, Armeńskiej SRR, Azerbejdżańskiej SRR oraz części terytorium Rosyjskiej FSRR.